# Políticas públicas
Las políticas públicas son los proyectos/actividades que un Estado diseña y gestiona, a través de un gobierno y una administración pública, con fines de satisfacer las necesidades de una sociedad. También se pueden entender como las acciones, medidas regulatorias, leyes y prioridades de gasto sobre un tema, promulgadas por una entidad gubernamental.
La evolución del término está vinculada a las necesidades específicas de nuestro entorno social, cultural, político, económico, psicológico e institucional. Es decir, en el siglo XX, la toma de decisiones era exclusiva del gobierno, el cual poseía el poder de crear, estructurar y modificar el ciclo de la política pública. En el siglo XXI, la participación de una multiplicidad actoral es imprescindible en la toma de decisiones para formar una Gobernanza en cualquier territorio, ya que crea consenso y da legitimidad a los asuntos públicos que se emprenden en cualquier sociedad. 
El desarrollo teórico de las políticas públicas ha generado un número por demás considerable de conceptos o definiciones, todas con un elemento que las unifica: la idea de una actuación del gobierno para solucionar problemas públicos específicos. 
En ese sentido, las políticas públicas son: acciones de gobierno con objetivos de interés público que surgen de decisiones sustentadas en un proceso de diagnóstico y análisis de factibilidad, para la atención efectiva de problemas públicos específicos, en donde participa la ciudadanía en la definición de problemas y soluciones.

## Definiciones y concepto teórico
El concepto, según diversos académicos, se puede entender como lo siguiente:
- Dye (1992) define a la política pública como « todo lo que los gobiernos deciden hacer o no hacer».[3]
- Aguilar Villanueva (1996), por su parte, señala que una política pública es «en suma: a) el diseño de una acción colectiva intencional, b) el curso que efectivamente toma la acción como resultado de las muchas decisiones e interacciones que comporta y, en consecuencia, c) los hechos reales que la acción colectiva produce».[4]
- Méndez Martínez, José Luis (1993) menciona que una política pública es un paquete de acciones relacionadas que, de acuerdo con una estrategia, involucra cierta secuencia y recursos, con el fin de cumplir ciertos objetivos fijados por el Estado en función de un diagnóstico y dirigidos a resolver un problema y/o proveer un bien público. En ese sentido, tendría cuando menos seis elementos básicos, a saber: 1) el problema, 2) el diagnóstico, 3) la solución, 4) la estrategia, 5) los recursos y 6) la ejecución.[5] Este autor diferencia a una política pública de otros conceptos, como decisión o propuesta pública.[6]
- Oszlak y O'Donnell (1981) sostienen que “…las políticas estatales (o públicas) en nuestra definición la concebimos como un conjunto de acciones u omisiones que manifiestan una determinada modalidad de intervención del Estado en relación con una cuestión que concita la atención, interés o movilización de otros actores de la sociedad civil”.[7]
- Frohock (1979) considera que una política pública es una práctica social y no un evento singular o aislado ocasionado por la necesidad de reconciliar demandas conflictivas o establecer incentivos de acción colectiva entre aquellos que comparten metas, pero encuentran irracional cooperar con otros.[8]
- Kraft y Furlong (2006) plantean que una política pública es un curso de acción o de inacción gubernamental, en respuesta a problemas públicos: «Las políticas públicas reflejan no sólo los valores más importantes de una sociedad, sino que también el conflicto entre valores. Las políticas dejan de manifiesto a cuál de los muchos diferentes valores, se le asigna la más alta prioridad en una determinada decisión».[9]
- Denhi Rosas Zárate (2014) define a la política pública como aquella lógica racional, cristalizada en una manifestación político-administrativo y social, resultado de un intento de definir y estructurar una base para actuar o no actuar, por parte del gobierno con otros actores (empresarios, sociedad civil, asociaciones privadas, mujeres, jóvenes, personas adultas mayores, personas con discapacidad, indígenas, migrantes, etc.), los cuales se encuentran interrelacionados en un momento y lugar específico.

### Acercamientos teóricos
Estas definiciones, según Alford y Friedland, tienden a derivarse de las principales corrientes teóricas para el análisis de las políticas públicas. Estas corrientes son la pluralista, la dirigencial y la clasista. La comparación entre ellas en la tabla revela sus características principales, pero también hay otras características que se detallan a continuación: 
- Pluralista: este enfoque no siempre es posible usar; requiere amplia estabilidad política y participación ciudadana.
- Dirigencial: se enfoca en las organizaciones, entre ellas, el Estado y sus instituciones internas, pero también organizaciones externas al Estado. Se asume que las élites influyen en las interacciones de las organizaciones.
- Clasista: se enfoca en la relación entre el capitalismo, el Estado y la democracia; por eso, es  útil cuando el capitalismo limita la eficacia de la democracia o a la racionalidad y autonomía de la burocracia estatal.

|                                  | Pluralista                                            | Dirigencial                                                                   | Clasista                                                           |
| -------------------------------- | ----------------------------------------------------- | ----------------------------------------------------------------------------- | ------------------------------------------------------------------ |
| Nivel de análisis                | Individual                                            | Organizacional                                                                | Social                                                             |
| Relaciones políticas             | Interacciones e intercambios                          | Conflicto organizacional                                                      | Lucha de clases                                                    |
| Relaciones funcionales           | Sistema social integrado                              | Estructuras racionalizadas                                                    | Método de producción                                               |
| Método                           | Procesos interrelacionados en sistemas abiertos       | Causas dominantes dentro de las estructuras                                   | Relaciones contradictorias dentro de una totalidad                 |
| Proceso social central           | Diferenciación en una sociedad que se moderniza       | Racionalización de un modo de dominación en una sociedad que se industrializa | Acumulación de un modo capitalista de producción                   |
| Dimensión clave de la sociedad   | La cultura (valores)                                  | Lo político (el poder)                                                        | Lo económico (la clase)                                            |
| Relación entre Estado y sociedad | Independiente y, al mismo tiempo, cooperativa y tensa | Inter-organizacional y, al mismo tiempo, sujeta a autoridad y conflicto       | Institucional y, al mismo tiempo, hegemónica y portadora de crisis |
| Aspecto clave del Estado         | Democrático                                           | Burocrático                                                                   | Capitalista                                                        |

O opositores

## Antecedentes de las políticas públicas
En 1951, aparece The Policy Sciences, "Las Ciencias de la Política", trabajo de Harold Lasswell a través de “La Orientación hacia las Políticas”, texto fundador.  En dicho texto, Lasswell estableció las orientaciones multidisciplinaria, práctica, normativa y comparativa, entre otras, como características definitorias del campo de estudios de las políticas. Después del período de la posguerra, el escenario internacional era devastador; zonas geográficas como Japón, Europa oriental y central estaban destruidas. El papel de Estados Unidos fue proveer de bienes y servicios a dichas regiones, lo que consolidaba su jerarquía mundial, como potencia política y económica. Estados Unidos tenía un interés muy profundo en conservar el poder: “La persistente crisis de seguridad nacional que vivimos nos obliga a usar de manera eficiente la fuerza de trabajo, las instalaciones y otros recursos del pueblo norteamericano”, por lo que la planificación se tornaba primordial. Se jerarquizaron prioridades, se organizaron los recursos humanos y materiales para la investigación, se evaluó el proceso mismo de la política, la revisión de los procesos de elaboración; es decir, el camino para tomar las decisiones racionales en el quehacer político.
Ante esta nueva tendencia se fue desarrollando una orientación hacia las políticas con fundamento en insertar todas las especializaciones establecidas. El objetivo era ampliar los focos de estudio hacia el quehacer político, incorporar investigadores, consultores, asesores políticos y decisores finales; crear una “orientación hacia las políticas” que pretendió fomentar la reflexión sobres nuevas tendencias y coadyuvar a esclarecer las posibilidades de cómo gobernar de manera eficaz y eficiente. El enfoque científico de políticas, además de centrarse en el conocimiento del proceso de hechura de las políticas, trabajó en la reelaboración y evaluación del conocimiento procedente de cualquier fuente, que parecía tener un peso importante en los problemas de las principales políticas de ese momento.
Este intento de establecer una explicación y respuesta a la realidad, los estudios interdisciplinarios serían el ápice de esta empresa con fines humanistas. Estuvo fuertemente influenciada con la visión de Merriam, maestro de Lasswell, quienescribió: “La planeación inteligente implica atención sistemática al crecimiento de las ventajas de la civilización, al modo y al rango de su distribución, y a los principios de justicias y libertad. En su aplicación práctica esto requiere que el gobierno garantice, como uno de los avales, la seguridad en el empleo, normas mínimas de salud, educación y seguridad social, e igual acceso a las oportunidades de desarrollar las potencias creativas de la personalidad humana”.

## Ciclo de políticas
En ciencia política, el ciclo de la política es una herramienta utilizada para el análisis de la evolución de un elemento de política. También puede referirse como un "enfoque etapista", "etapas heurística" o "etapas de enfoque". Por lo tanto, es una regla de oro en lugar de la realidad actual de cómo se crea la política, pero ha tenido una gran influencia en cómo los científicos políticos miraron la política en general. Se desarrolló como una teoría de la obra de Harold Lasswell.
Una versión tiene las siguientes etapas:
1. Fijación de agenda u orden del día (Identificación del problema) - El reconocimiento de cierto tema como un problema que requiere más atención del gobierno.
2. Formulación de políticas - implica explorar una variación de opciones o cursos de acción alternativos disponibles para hacer frente al problema. (Valoración, diálogo, formulación y consolidación)
3. Toma de decisiones - El gobierno decide sobre un último curso de la acción, ya sea para perpetuar la política de statu quo o modificarla. (La decisión podría ser "positivo", "negativo", o "sin acción")
4. Implementación - La última decisión hecha anteriormente se pone en práctica.
5. Evaluación - Evalúa la eficacia de una política pública en cuanto a sus intenciones percibidas y resultados. Los actores políticos intentan determinar si el curso de acción es un éxito o fracaso mediante el examen de su impacto y los resultados.

Un ciclo de actuación de ocho pasos se desarrolla en detalle en el Manual de Políticas de Australia:
1. Identificación de problemas
2. Análisis de políticas
3. Consulta (que impregna todo el proceso)
4. Desarrollo de instrumentos de política
5. Coordinación y creación de coaliciones
6. Diseño de programa: la toma de decisión
7. Implementación de políticas
8. Evaluación de políticas

## Interdisciplinariedad y campo de acción
En tanto objeto de estudio y de acción, las políticas públicas son un campo de abordaje interdisciplinario. Allí la ciencia política, la administración pública, el derecho, la economía, la sociología, la comunicación, el trabajo social, la ingeniería y la psicología, entre otras disciplinas, dialogan para analizar, diseñar, planear, evaluar e implementar las acciones gubernamentales. 
En un Estado de Derecho, las políticas públicas se refieren a materias o sectores diversos: educación, desarrollo social, salud, seguridad pública, infraestructura, comunicaciones, energía, agricultura, etc.
Las principales áreas de análisis de las políticas públicas son:
- Beneficios y repercusiones en la sociedad.
- El desarrollo social.
- La economía, la infraestructura y expansión de las vías generales de comunicación, de las telecomunicaciones, del desarrollo social, de la salud y de la seguridad pública, entre otras.
- Los planes de desarrollos anuales, quinquenales, etc.
- Los presupuestos anuales de los estados y las administraciones autonómicas y municipales.
- La administración pública o sistema burocrático y sus planificaciones.
- Los tratados internacionales y las declaraciones de principios de los estados individuales o unidos en agrupaciones regionales: Naciones Unidas, América Latina, Unión Europea, etc., con énfasis en la cohesión social y la gobernabilidad para desarrollos integrales o totales.

Es imprescindible partir de las necesidades de los mismos grupos sociales, a quienes van a ir dirigidas estas políticas públicas, para poder llevar a cabo la implementación de proyectos reales, viables y sustentables, para lo cual se necesita del trabajo de economistas, psicólogos, sociólogos, antropólogos, historiadores, abogados, y más.
Actualmente, definir los parámetros de lo que es factible para el gobierno se torna complejo y su papel es fundamental, dado los cambios internacionales y nacionales que van marcando pautas de comportamiento; sobre todo, si consideramos que el Estado tiene que trabajar en:
- Organizar la sociedad en cuanto vida pública, nación y país.
- Garantizar la vida social, siendo el centro necesario para que la vida privada y pública sean corresponsables.
- Asegurar a la sociedad la estabilidad, así como para las instituciones civiles para que puedan desenvolverse de mejor manera.
- Evitar el antagonismo exacerbado de los opuestos y salvaguardar sus relaciones de sociabilidad.
- A través del Estado, la sociedad tiene el orden institucional, el cual se integra por reglas, autoridades, medios de gobierno y de administración, consensos y actores sociales.[19]

## Evaluación
La evaluación de políticas puede entenderse como el proceso de observación, medida, análisis e interpretación, orientado al conocimiento del funcionamiento de una determinada intervención pública, con el objeto de alcanzar una valoración sobre su utilidad social. Esta intervención pública se ve reflejada en decisiones que las autoridades respectivas reflejan en planes, programas y proyectos que, al momento de ponerse en operación, utilizan medios políticos, jurídicos, económicos y sociales, inclusive de tipo cultural, para dar cumplimiento a los objetivos que motivan la puesta en marcha de dicha política pública.
Por lo tanto, la evaluación es una actividad específica y con identidad propia, diferenciada de otras como el control interno, la auditoría financiera, la auditoría de gestión o el control presupuestario, pero con las cuales mantiene una estrecha relación de complementariedad. El objetivo último de la evaluación de políticas es obtener información para tomar decisiones.
Los diseños evaluativos se suelen clasificar en tres grupos principales:
1. Los diseños experimentales, con asignación aleatoria de los individuos al grupo de intervención o al grupo control (grupos equivalentes).
2. Los diseños cuasi experimentales, que incluyen los ensayos comunitarios, los diseños pretest-postest con grupo control no equivalente y las series temporales múltiples.
3. Los diseños no experimentales, que incluyen las series temporales y los diseños pretest-postest sin grupo control.[20]

Es importante no olvidar que hablar de evaluación de una política pública es mucho más amplio, aquí sólo se han planteado algunos elementos que permiten establecer ciertos criterios para iniciar un proceso de evaluación, su enriquecimiento se dará en la medida que otros estudiosos incorporen sus experiencias y conocimiento sobre el tema.

### Perspectivas y modelos en evaluación de programas
La evaluación de políticas públicas y sus programas o intervenciones sociales, tal como se entiende en la actualidad, comienza en los años 40 y 50 del siglo pasado en Estados Unidos. Centrada en la evaluación mediante objetivos en el campo de la educación, Ralph Tyler es sin duda el representante más relevante de estos comienzos. 
Según esta perspectiva, un programa o intervención debía tener unos objetivos operativos específicos; éstos miden el logro/efecto de la intervención, circunscribiéndose la evaluación a constatar fehacientemente si los objetivos se cumplen o no y en qué grado. El procedimiento evaluativo seguido consistía sencillamente en la medición preprograma seguida de una medición posprograma de los objetivos operativos, deduciendo el logro (o no) de los mismos y emitiendo el correspondiente juicio de valor positivo o negativo.
A mediados de los años 60, D. Campbell y J. Stanley introducen una nueva perspectiva evaluativa centrada en el método experimental, con el planteamiento de que no hay diferencias entre evaluación y método científico. En los años siguientes el número de evaluaciones realizadas desde esta perspectiva se multiplica y adquiere rasgos de paradigma dominante, aunque sin desplazar totalmente la evaluación mediante objetivos. 
Por su parte, Edward Schuman identifica evaluación con investigación aplicada sobre la efectividad de una intervención social siguiendo, por tanto, un modelo cientificista. Sin embargo, no se atiene sólo al análisis de la consecución de objetivos, sino que además añade como objetivos de la evaluación: analizar los motivos de éxito y fracaso en la consecución de los objetivos de los programas/servicios, resaltar la filosofía base de la intervención exitosa, y redefinir los medios necesarios para lograr los objetivos. Además, aunque el estudio de efectos es prioritario en cualquier evaluación, según Schuman, para su correcto análisis es necesario recoger información sobre: los procesos del programa; la población objeto (características y volumen); condicionantes situacionales del desarrollo de la intervención, y los efectos diferenciales de la misma. 
Otra interesante aportación de Schuman es plantear tres posibles tipos de evaluación: evaluación última de resultados (la típica evaluación mediante objetivos), evaluación previa (centrada en la delimitación de necesidades, de metas y objetivos y puesta en marcha de la intervención social), y evaluación durante el proceso (identifica las actividades o procedimientos  más útiles). Por último, el modelo de Schuman especifica hasta cinco criterios de valoración que realmente dan lugar a cinco ámbitos de evaluación, a saber: 1) criterio o evaluación del esfuerzo que implica la intervención social (calidad y cantidad de las actividades de la intervención); 2) evaluación del producto o resultado; 3) evaluación de la suficiencia; 4) evaluación de la eficiencia; y 5) evaluación del proceso, o sea, el análisis de qué lleva a los resultados.
A mediados de los años 70 y principios de los 80 la perspectiva experimental entra en crisis esencialmente por una razón: la realización de auténticos experimentos sociales es muy difícil, en muchos casos imposible y siempre requiere un gran esfuerzo económico llevando mucho tiempo, por lo que sus resultados muchas veces no resulta ni útiles ni utilizables.
Scriven propone un modelo libre de objetivos, que ponga el énfasis en las consecuencias reales y totales que produce la intervención social tomando como criterio de evaluación las necesidades de los usuarios/consumidores. Scriven rompe así con los enfoques anteriores, al considerar objeto de evaluación todos los efectos provocados por el programa y no sólo aquellos que estaban previstos inicialmente en su definición, añadiendo la perspectiva del usuario, del cliente. 
Otra propuesta destacada es la de R. Stake, denominada evaluación responsiva, por su énfasis en acomodarse a las necesidades de los “clientes”; es decir, el modelo tiene como primera consideración el uso de los resultados de la evaluación de quienes la encargan. Propone tanto procedimientos descriptivos como de emisión de juicios/valores, insistiendo en que aunque la evaluación no está completa hasta que no se emiten los correspondientes juicios de valor, la parte descriptiva es ya una evaluación o, en cualquier caso, es un paso previo a la correspondiente valoración o enjuiciamiento de un programa. 
Crombach presenta el modelo UTO y propone una evaluación asentada en una planificación previsora y flexible de las actividades evaluativas. Junto a otros autores como Stake, Schuman, etc. representan el enfoque conocido como evaluación pluralista o evaluación naturalista, que se apoya en el reconocimiento de la pluralidad de sistemas de valores que coexisten en el seno de la sociedad. Aunque sus enfoques metodológicos difieren en algunos aspectos, todos consideran la evaluación como investigación aplicada que puede proporcionar conclusiones objetivas e imparciales sobre la consecución de los objetivos del programa y aportaciones útiles para redefinir los medios y recursos necesarios para su logro. En definitiva, promueve la participación activa de los agentes implicados en un programa, otorgando menos importancia a la evaluación cuantitativa de resultados que a la cualitativa de los procesos de gestión y ejecución. 
Para Stufflebeam, la evaluación es un proceso que proporciona información útil para la toma de decisiones. Esta información se refiere a: 1) Qué necesidades existen y hasta qué punto los objetivos propuestos reflejan las necesites sentidas; 2) Descripción del programa de intervención, de las propuestas alternativas contempladas y análisis conceptual de la adecuación de la propuesta elegida a los objetivos; 3) Grado de realización del plan de intervención propuesto y descripción de sus modificaciones; y 4) Resultados/consecuencias observadas de la intervención y grado en que se han satisfecho las necesidades. Para conseguir esta información, Stufflebeam plantea el modelo CIPP, que es sencillamente la enumeración de cuatro tipos distintos de evaluación: evaluación del contexto (C); evaluación de los inputs (I); evaluación del proceso ℗; y evaluación del producto ℗. 
Con la incorporación de estos últimos modelos se amplía los objetivos de la evaluación, de modo que resulte mucho más sistemática y global. No sólo se trata de valorar si los objetivos se consiguen (evaluación de resultados o de producto), sino también de identificar las necesidades, si estas están plenamente recogidas en los programas/servicios, cómo se implementan los programas/servicios, cómo funcionan estos programas/servicios, etc. Estos nuevos modelos inician el camino hacia una evaluación totalizadora y sistemática.

### Resúmenes de evidencia
Las revisiones sistemáticas son documentos largos y técnicos, cuya utilización puede resultar difícil para los formuladores de políticas al momento de tomar decisiones. Por ello, se realizan resúmenes de evidencia, que son documentos breves que describen los principales hallazgos de las revisiones sistemáticas. Se ha planteado analizar si los resúmenes de evidencia ayudan a los formuladores de políticas a utilizar la evidencia obtenida de las revisiones sistemáticas, a la vez que se ha propuesto identificar mejores maneras de presentar los resúmenes con el fin de aumentar la utilización de los mismos.
Se realizó una revisión de seis estudios controlados aleatorios, que contaron con la participación de personas de Europa, América, África y Asia. Dos de los estudios encontraron que existía poca o ninguna diferencia en la forma en que los formuladores de políticas utilizaban los resúmenes. Asimismo, en términos de usabilidad, los participantes calificaron mejor al formato de entrada que la revisión sistemática completa, y sintieron que todos los formatos de resumen de evidencia eran más fáciles de entender que las revisiones sistemáticas completas. Sin embargo, todavía existe poca evidencia acerca de la mejor manera de presentar la evidencia a los formuladores de políticas.